# Nachal Korim
Nachal Korim (hebrejsky: נחל כורים) je vádí v Horní Galileji, v severním Izraeli.
Začíná v nadmořské výšce přes 700 metrů jižně od okraje vesnice Manara v horách Naftali. Směřuje pak k východu zalesněným údolím, přičemž prudce klesá ze severojižně orientovaného terénního zlomu do Chulského údolí, kde jeho tok končí nedaleko jižního okraje města Kirjat Šmona. Okolí vádí je turisticky využívané. Nacházejí se tu skalní útesy využívané horolezci.